# 5760 Mittlefehldt
5760 Mittlefehldt este un asteroid din centura principală de asteroizi.

## Descriere
5760 Mittlefehldt este un asteroid din centura principală de asteroizi. A fost descoperit pe 1 martie 1981 la Siding Spring de Schelte J. Bus. Asteroidul prezintă o orbită caracterizată de o semiaxă mare de 2,97 ua, o excentricitate de 0,10 și o înclinație de 9,6° în raport cu ecliptica.